# Гуайми

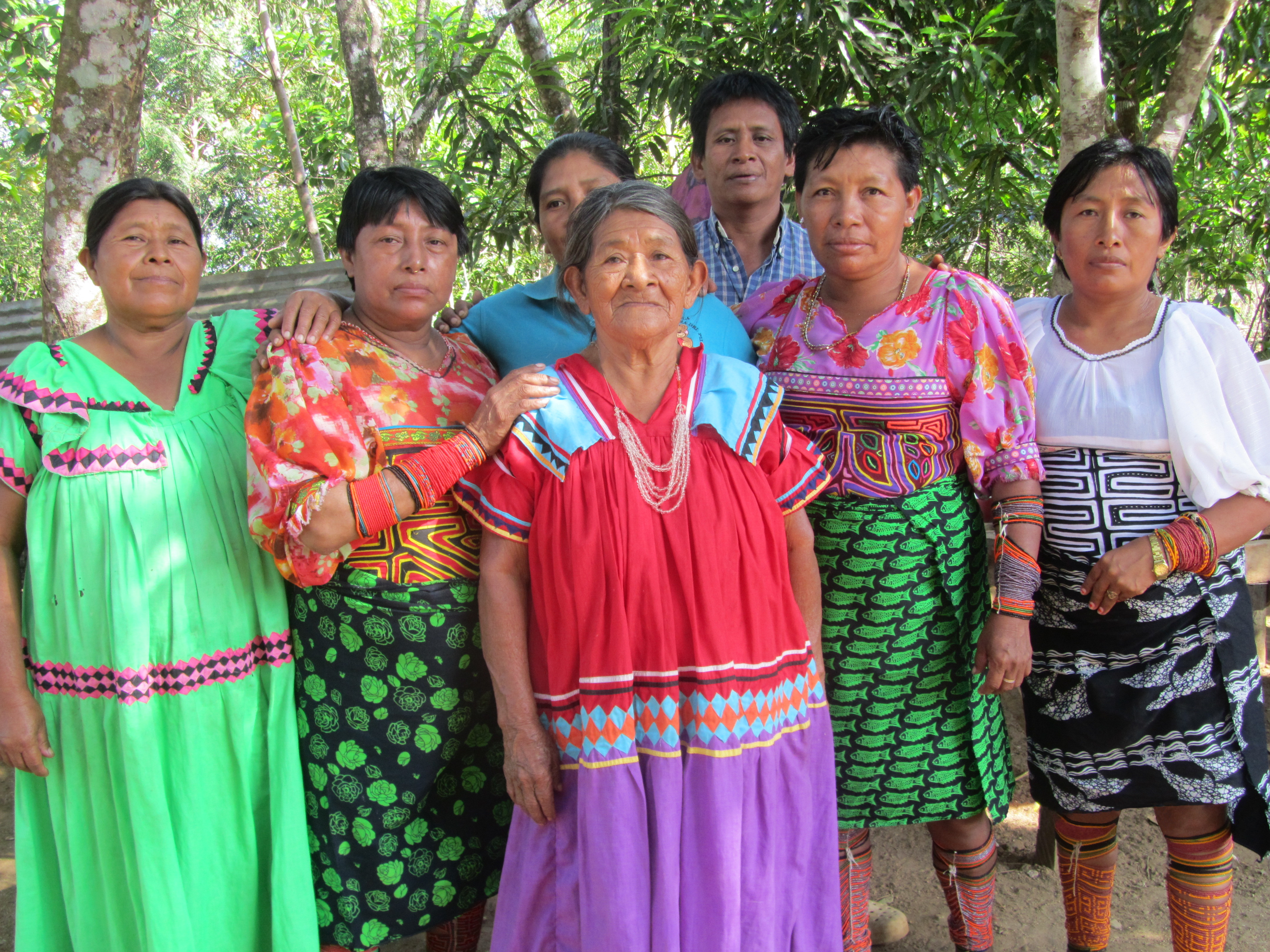
Представители народности гуайми

Гуайми́ (самоназвание — нгабе) — индейский народ группы чибча, проживающий в Панаме на территории комарки Нгобе-Бугле (провинции Чирики, Бокас-дель-Торо и Верагуас), а также — частично — в Коста-Рике. В Панаме является крупнейшим по численности коренным народом страны. Говорят на языке гуайми.

## Численность
Гуайми подразделяются на две крупных этнических группы: западную, состоящую из племён мове и мовере и говорящую на языке нгэбере, и восточную, которую образуют племена сабанеро (проживающие на востоке Чирики сабанеро практически ассимилированы мовере), мурире и бокота, говорящие на языке буглере. Западная группа более многочисленная: по оценочным данным на 2006 год, она насчитывает порядка 77 тысяч человек, тогда как восточная, представители которой проживают в основном в Верагуасе, — не более 39 тысяч человек. В Коста-Рике насчитывается примерно 7,2 тысячи гуайми, проживающих в провинции Пунтаренас, в первую очередь на полуострове Оса, где расположена их резервация Альто-Лагуна. Их наличие в этой стране является результатом миграции из Панамы, произошедшей в середине XX века; коста-риканское гражданство переселенцы получили только в 1990 году, и в целом их условия жизни остаются очень плохими.

## История
Предполагается, что гуайми происходят от древней культуры кокле и до начала испанской колонизации в XVI веке населяли значительную территорию современной Панамы, однако практически не обитали в горном регионе, являющемся ареалом их современного расселения. К моменту прихода завоевателей их жизненный уклад представлял собой рабовладельческое общество с крупными (до 1000 жителей) поселениями, управляемыми вождями, и развитыми ремёслами (полихромная керамика, украшения из золота). Наиболее известным вождём начала XVI века был Уррака (ум. 1531), нанёсший несколько поражений испанцам и в 1522 году заключивший с ними мирное соглашение. Сопротивление испанской колонизации гуайми оказывали до начала XIX века (а в горных районах Чирики — до начала XX века, противостоя, таким образом, уже колумбийским и затем независимым панамским властям), хотя ещё к XVII—XVIII векам были по большей части расселены в посёлках-редукциях, во главе каждого из которых стоял вождь. С XIX века до 1930-х годов народ имел единого церемониального вождя, чья власть была почти исключительно номинальной. К середине XX века оформилось разделение гуайми на группы, возглавляемые назначаемыми властями коррехидорами. В 1970-х годах христианскими миссионерами была создана письменность для языка гуайми на основе латиницы, в 1979 году был основан Конгресс гуайми. В 1997 году гуайми добились создания панамскими властями для них автономной резервации-комарки Нгобе-Бугле. В мае 2012 года многие гуайми активно участвовали в протестах против строительства ГЭС около их резервации.

## Хозяйство и культура
Основные занятия — рыболовство, охота (начавшая терять своё значение в XIX веке), появившееся в XIX веке скотоводство (разводят свиней, кур и крупный рогатый скот на продажу), а также подсечно-огневое ручное земледелие: возделываются кукуруза, тыква, фасоль, бобы, батат, маниок, фруктовые деревья, табак; в XVII веке были завезены бананы и рис, в XIX веке — кофе и таро. В горных районах, где традиционная культура гуайми сохранилась лучше, выращиваются персиковая пальма и ксантосома. Распространено пивоварение из плодов персиковой пальмы, сушка и соление рыбы и мяса.
Традиционный мужской костюм состоит из набедренной повязки из тапы и сделанного из раскрашенных раковин, камней или бисера украшения чакира; женщины носят длинные рубашки с короткими рукавами и яркой отделкой узорами у ворота (нагуа). Среди традиционных ремёсел — изготовление браслетов, бус и ожерелий, плетение сумок (кра) из волокон эхмеи. В прошлые столетия, когда гуайми жили общинами, состоящими из нескольких семей, традиционным общим жилищем являлся большой дом с крышей конической формы и глиняным сосудом на ней; современные дома прямоугольной формы, рассчитанные чаще всего на одну семью, с каркасными стенами с открытыми простенками и земляными полами (хотя иногда жилища устраивают и на сваях); среднее число таких домов в поселении — от шести до восьми. До сих пор имеют распространение обменные и виролокальные браки, а также левират, полигиния и запреты контактов младших и старших по возрасту свойственников.
Из сохранившихся традиционных праздников известны мужской ритуал бальсерия, во время которого используются изготовленные из ракушек горны, пивной праздник чичерия, инициации девушек и юношей (уроте; последние ныне распространены редко). Часть современных гуайми исповедует христианство, хотя древняя языческая религия (с традиционными для индейцев региона мифами о происхождении людей из семян растений, помещении богами на небо светил, мировом огне, охраняемом жабой, и так далее) также сохраняется, а с 1961 года под влиянием местных шаманов-сукия распространяется сикретическое учение мама-чи, для которого характерны черты мессианства.
Значительная часть мужчин-гуайми ежесезонно отправляется на работы на крупные банановые фермы и прочие сельскохозяйственные предприятия в городах или вблизи них. Отдельные представители народа отправляются в крупные населённые пункты на постоянное место жительства, в том числе для получения высшего образования.